# Na vlky železa
Na vlky železa je český dvoudílný televizní film režiséra Petra Slavíka podle stejnojmenné literární předlohy Zdeňka Třešňáka. Autorem scénáře je Miroslav Sovják. Centrum dramatické tvorby Televizního studia Ostrava natáčelo snímek v létě 2009 v Litoměřicích a okolí. Premiéru na obrazovkách České televize měl 28. února 2010 (první část) a 7. března 2010 (druhá část).
Protagonistou příběhu je MUDr. Karel Mádr, jeden z účastníků výběrového řízení na privatizaci okresní nemocnice ve městě Kostelec, kde pracuje jako primář gynekologie. Zpočátku netuší, že jeho konkurenti se jej snaží zdiskreditovat, poté zahájí pátrání na vlastní pěst a dokáže se vzepřít osobám, pro něž se stal nepohodlným. Je nucen uchýlit se k podobně špinavým metodám.

## Obsazení
| Miroslav Etzler   | MUDr. Karel Mádr                                  |
| Vanda Hybnerová   | Lucie Mádrová, manželka                           |
| Lucie Šteflová    | Pavlína Mádrová, dcera                            |
| Lucie Štěpánková  | Sylvie Válová                                     |
| Bohumil Klepl     | JUDr. Slávek Holenda                              |
| Lukáš Vaculík     | Rudolf Mikeš, šéf bezpečnostní agentury Kolie     |
| Andrej Hryc       | Zrůbecký, starosta města Kostelec                 |
| Michal Pavlata    | lékárník Korec                                    |
| Tomáš Hanák       | Mlčoch, ředitel okresní nemocnice                 |
| Marko Igonda      | poručík Daněk                                     |
| David Novotný     | nadporučík Smrčina                                |
| Jiří Wohanka      | major Vlasák                                      |
| Lucie Žáčková     | manželka Smrčiny                                  |
| Petr Pelzer       | docent Šebánek                                    |
| Petr Meissel      | MUDr. Raušer                                      |
| Alena Štréblová   | MUDr. Ebenová                                     |
| Petr Štěpán       | MUDr. Zeman                                       |
| Petr Motloch      | nadporučík Valenta                                |
| Karel Zima        | poručík Klimeš                                    |
| Norbert Lichý     | šéfredaktor Kosteleckých listů Hubert Myslík      |
| Veronika Gajerová | MUDr. Jorga Myslíková, manželka redaktora Myslíka |
| Josef Carda       | major Kvasnica                                    |
| David Matásek     | ministerský úředník Svatyňa                       |

## Děj

### Část 1
Ve městě Kostelec se připravuje privatizace místní nemocnice. Na jedné straně se na ni chystá skupina lékařů kolem MUDr. Mádra, oblíbeného primáře gynekologicko-porodnického oddělení, jejichž koncepce je zaměřená především na pokračování kvalitní zdravotnické péče občanům. Jejich konkurentem je Medicapod s.r.o., sdružení osob kolem starosty Kostelce Zrůbeckého – lékárník Korec, ředitel nemocnice Mlčoch a bývalý pracovník Ministerstva vnitra a současný šéf bezpečnostní agentury Kolie Mikeš. Tento spolek má s nemocnicí své plány, v nichž o pacienty až tolik nejde.
Plánem je diskreditace Mádra, aby od něj většina loajálních doktorů odstoupila a přešla na druhou stranu. Mikeš využije Mádrova románku s atraktivní zdravotní sestrou Sylvií Válovou, která na svého milence tlačí, aby s ní trávil mnohem více času a rozvedl se. Ten ale nechce ztratit svou manželku Lucii a dceru Pavlínu a tak se se Sylvou po prudší výměně názorů rozchází. Ačkoli pak svá slova mírní, Sylva vydíraná Mikešem jej obviní ze znásilnění. Dává výpověď ze zaměstnání a Mikeš jí zařídí práci a ubytování v Praze. Mádr ztrácí důvěru manželky, která s dcerou odjede na chalupu. Přichází i o post primáře gynekologie, ředitel nemocnice Mlčoch jmenuje na uvolněné místo jeho kolegu, kariéristu Zemana.

Mádr se dozví, kam se Sylva poděla. Nejde mu do hlavy, že by vše dokázala sama tak rychle zrealizovat. Má pocit, že ji někdo musel pomoci a nevymluví mu to ani jeho přítel JUDr. Slávek Holenda. Počká si na Sylvu před jejím bydlištěm a uhodí na ni. Sylva mu pod tlakem prozradí, že ji vydíral neznámý muž (Mikeš) a vybaví si, že telefonoval s lékárníkem Korcem. Ten je Mádrovi dobře znám, nyní již tedy ví první jméno, které proti němu stojí. Jde přímo za ním a naznačí mu, že ví o jeho spojitosti se Sylvou. Varuje ho, aby přestal s podobnými špinavostmi. Mezitím Mikešem placení muži, zkorumpovaní policisté Smrčina a Daněk pozorují z úkrytu chalupu Mádrovy rodiny. Sondují terén.
Starosta Zrůbecký s Mlčochem, Korcem a Mikešem projednávají situaci. Shodují se, že je potřeba vůči doktoru Mádrovi přitvrdit. Smrčina s Daňkem si vyčíhají moment, kdy Mádr přespává s rodinou na chalupě a pod falešnou záminkou identifikace slečny Válové jej nad ránem odvážejí pryč, s ním i jeho vůz. Na odlehlém místě zastaví a násilím do něj nalijí kvanta slivovice. Poté ho v jeho automobilu odvezou na náměstí v Kostelci, kde jej silně podnapilého objeví projíždějící policejní hlídka.
Mádr se probouzí na záchytce a Lucie, která byla očitou svědkyní podezřelého odvedení svého manžela, začíná mít obavy o bezpečí dcery Pavlíny. Ale ani těmito kriminálními činy se Mádr nehodlá nechat zastrašit, což jasně deklaruje řediteli Mlčochovi. Pověst mu nevylepší ani bývalý spolužák a šéfredaktor Kosteleckých listů Hubert Myslík, který událost v novinách bulvárně rozmázne.

Sylva Válová už nechce mít s Mikešem nic společného. Pohrozí mu, že vše oznámí na policii. Mikeš ji uklidňuje a slibuje, že vše v klidu vyřeší.
Mádr, hnán pomstou se stává zatvrzelým a nevnímá obavy manželky, že vše může svým konáním zhoršit. Jde do ordinace, odkud vezme morfium. Aby si kryl záda, pošle přes nesouhlas Holendy podnět na Inspektorát Ministerstva vnitra. Doufá, že se inspekce bude jeho případem zabývat. JUDr. Holenda se k tomu staví značně skepticky.
Mádr jde navštívit Sylvu do bytu v Praze, který má ona pronajatý a nalezne ji ve vaně bez známek života.

### Část 2
Sylvie Válová byla zavražděna. Mádr si z jejího mobilního telefonu zjistí nejčastěji volaná čísla. Mezi nimi je i Mikešova bezpečnostní agentura Kolie. Navíc mu jeho přítel Svatyňa, který pracuje na Ministerstvu vnitra, zjistí další informace o nekalých záměrech spolku kolem starosty Zrůbeckého, jenž aspiruje na krajského hejtmana. Jde o velký podvod se státními financemi. K Medicapodu navíc přešlo několik doktorů.
Myslík nabídne Mádrovi, že s ním udělá rozhovor pro článek v Kosteleckých listech, kde může svobodně prezentovat své stanovisko. Ten souhlasí. Když se to dopídí starosta Zrůbecký, chce po Myslíkovi text článku dříve, než vyjde v novinách. Myslík couvne a článek přepíše tak, aby v ničem neodporoval prvnímu muži Kostelce. Mádr je v něm opět pošpiněn.
Bývalý primář pokračuje ve sledování svých protivníků. Vyčkává před night-clubem a šokuje ho, když spatří přijíždět ve společnosti Zrůbeckého, Korce a Mlčocha i právníka Holendu. Nyní je mu jasné, na čí straně jeho „přítel“ stojí a proč jej neustále odrazoval od jakýchkoli činů.
„Ale stejně ten Mádr je neskutečnej, někdy mi připadá, že ani neví, kde žije.“ (Mlčoch)
„On až moc dobře ví, kde žije, jenom neví, co ho může potkat.“ (Korec)
„Já nevím, proč to nechápe. Škodí celému městu. To se přece nedělá.“ (Zrůbecký)
Mádr přechází do protiútoku. Počíhá si na lékárníka Korce a unese ho. Vytáhne z něj, že Holenda je s nimi spřažen od začátku a o všem ví, Korec se stará o financování a Mikeš má na starosti špinavou práci. Poté mu aplikuje morfium a vyhodí ho před jeho lékárnou. Korec má problémy se srdcem a zkolabuje, na JIPce bojuje o život. Tím se hatí plány Zrůbeckému a spol., protože peněžní zdroje měl v kompetenci Korec. Mádr starostu navštíví a naznačuje mu, že ve hře o privatizaci je třetí hráč – vlivná skupina, pro kterou má pracovat JUDr. Holenda. Blufuje, chce totiž mezi své oponenty zasít nedůvěru. To se mu zdaří, Holenda je zabit ve svém automobilu při explozi výbušniny. Mikešem pověřený člověk – Daněk – však jednal zbrkle, výbuch nastal v centru Kostelce, což přitáhlo pozornost médií, veřejnosti i bezpečnostních složek. Mikeš zaplatí jeho parťákovi Smrčinovi, aby Daňka odstranil, jeho nevyzpytatelnost se stává nežádoucí. Smrčina si na Daňka v noci počká a střelí jej do zátylku. Pistoli odevzdá Mikešovi, který ji podstrčí na chalupu Mádrových.
Lucie se chce s Karlem rozvést. Mádr nechápe proč, z jeho hlediska vše co dělá, dělá kvůli ochraně své rodiny. Uvědomí si, že se jeho nepřátelům podařilo zničit mu lékařskou kariéru a rozbít rodinný život. Odstupuje z privatizace nemocnice a přijímá nabídku Svatyni, který mu sežene pracovní místo na ministerstvu. Firmě Medicapod již nic nestojí v cestě k privatizaci kostelecké nemocnice.
Korec se probere z kómatu a za pachatele označí Mádra. Mádr je podezřelý i z vražd Sylvie Válové, advokáta Holendy a policisty Daňka. Prokázán je mu pouze únos a ublížení na zdraví lékárníka Korce, za což je odsouzen k trestu odnětí svobody na 2 roky nepodmíněně.

## Téma
Hlavní postavou příběhu je vážený lékař, odborník dostatečně kompetentní k tomu, aby s kolegy úspěšně provedl privatizaci okresní nemocnice. Proti němu stojí skupina osob včetně starosty města, které kvůli vlastnímu profitu není cizí uchýlit se ke špinavým praktikám jako jsou vydírání, zastrašování a nakonec i fyzické napadení. Z muže, jenž je tvrdě diskreditován a rozhodne se hájit čest sebe a své rodiny se postupně stává osamělý desperát, od kterého se odvracejí i jeho nejbližší. Pochopí, že s protivníky musí bojovat jejich vlastními zbraněmi. Snímek se dotýká společenských témat v českém prostředí – netransparentní pozadí veřejné správy, propojení hospodářských a politických zájmů a korupce na všech patrech mocenských pozic.
Režisér Petr Slavík uvádí, že spíše než o detektivní příběh se jedná o dramatické zobrazení jedince, jenž je terčem kriminálního jednání. Co se stane s jeho morálními hodnotami, jak to změní jeho i okolí. Nevidí jiné východisko než užití stejných nečestných metod, což ho strhává do bahna, z něhož již nemůže vystoupit bez poskvrny.